# Chasjtarak
Chasjtarak (armeniska: Խաշթառակ) är en ort i Armenien. Den ligger i provinsen Tavusj, i den norra delen av landet, 100 kilometer nordost om huvudstaden Jerevan. Chasjtarak ligger 816 meter över havet och antalet invånare är 1 728.
Terrängen runt Chasjtarak är kuperad åt nordost, men åt sydväst är den bergig. Närmaste större samhälle är Idzjevan, 7,0 kilometer söder om Chasjtarak. 
Trakten runt Chasjtarak består i huvudsak av gräsmarker. Runt Chasjtarak är det ganska tätbefolkat, med 58 invånare per kvadratkilometer.